# Gulfenad kungsfisk
Gulfenad kungsfisk (Sebastes flavidus) är en fiskart som först beskrevs av Ayres 1862.  Gulfenad kungsfisk ingår i släktet Sebastes och familjen kungsfiskar. Inga underarter finns listade i Catalogue of Life.